# Bộ Tổng tham mưu Quân đội Nhân dân Triều Tiên
Bộ Tổng tham mưu (BTTM) Quân đội Nhân dân Triều Tiên (QĐNDTT) là cơ quan lãnh đạo quân sự cấp cao của lực lượng vũ trang Cộng hòa Dân chủ Nhân dân Triều Tiên chịu trách nhiệm về công tác hành chính, tác chiến và hậu cần của quân đội nước này. Tổng tham mưu trưởng hiện tại là Phó Nguyên soái Ri Yong-gil.

## Nhiệm vụ
BTTM là cơ quan hành chính chính của QĐNDTT bên cạnh Bộ Quốc phòng, được trao thẩm quyền thực hiện những điều sau:
- Lên kế hoạch chính sách quốc phòng cho QĐNDTT
- Đánh giá mối đe dọa đối với chủ quyền và an ninh của nhà nước
- Quy định công tác huấn luyện, giáo dục và cơ cấu tổ chức của QĐNDTT

## Tổng tham mưu trưởng Quân đội Nhân dân Triều Tiên
| No.  | Chân dung            | Tổng tham mưu trưởng                              | Nhậm chức            | Rời chức             | Thời gian tại nhiệm | Nhánh Quốc phòng             |
| ---- | -------------------- | ------------------------------------------------- | -------------------- | -------------------- | ------------------- | ---------------------------- |
| 1    | Kang Kon강건         | Thượng tướng Kang Kon 강건 (1918–1950)            | Tháng 2 năm 1948     | Tháng 9 năm 1950     | 2 năm, 7 tháng      | Lục quân Nhân dân Triều Tiên |
| 2    | Nam Il남일           | Đại tướng Nam Il 남일 (1915–1976)                 | Tháng 9 năm 1950     | Tháng 8 năm 1953     | 2 năm, 11 tháng     | Lục quân Nhân dân Triều Tiên |
| 3    | Kim Kwang-hyop김광협 | Đại tướng Kim Kwang-hyop 김광협 (1915–1970)       | Tháng 8 năm 1953     | Tháng 9 năm 1957     | 4 năm, 1 tháng      | Lục quân Nhân dân Triều Tiên |
| 4    | Lee Kwon-mu리권무    | Thượng tướng Lee Kwon-mu 리권무 (1914–1986?)      | Tháng 9 năm 1957     | Tháng 7 năm 1959     | 1 năm, 10 tháng     | Lục quân Nhân dân Triều Tiên |
| 5    | Kim Chang-bong김창봉 | Thượng tướng Kim Chang-bong 김창봉                | Tháng 7 năm 1959     | Tháng 10 năm 1962    | 3 năm, 3 tháng      | Lục quân Nhân dân Triều Tiên |
| 6    | Choe Kwang최광       | Đại tướng Choe Kwang 최광 (1918–1997)             | Tháng 10 năm 1962    | Tháng 12 năm 1968    | 6 năm, 2 tháng      | Lục quân Nhân dân Triều Tiên |
| 7    | O Jin-u오진우        | Đại tướng O Jin-u 오진우 (1917–1995)              | Tháng 12 năm 1968    | Tháng 9 năm 1979     | 10 năm, 9 tháng     | Lục quân Nhân dân Triều Tiên |
| 8    | O Kuk-ryol오극렬     | Đại tướng O Kuk-ryol 오극렬 (1930–2023)           | Tháng 9 năm 1979     | Tháng 2 năm 1988     | 8 năm, 5 tháng      | Lục quân Nhân dân Triều Tiên |
| (6)  | Choe Kwang최광       | Nguyên soái Choe Kwang 최광 (1918–1997)           | Tháng 2 năm 1988     | Tháng 10 năm 1995    | 7 năm, 8 tháng      | Lục quân Nhân dân Triều Tiên |
| 9    | Kim Yong-chun김영춘  | Phó Nguyên soái Kim Yong-chun 김영춘 (1936–2018)  | Tháng 10 năm 1995    | Tháng 4 năm 2007     | 11 năm, 6 tháng     | Lục quân Nhân dân Triều Tiên |
| 10   | Kim Kyok-sik김격식   | Đại tướng Kim Kyok-sik 김격식 (1938–2015)         | Tháng 4 năm 2007     | Tháng 2 năm 2009     | 1 năm, 10 tháng     | Lục quân Nhân dân Triều Tiên |
| 11   | Ri Yong-ho리영호     | Phó Nguyên soái Ri Yong-ho 리영호 (1942–2012)     | Tháng 2 năm 2009     | Tháng 7 năm 2012     | 3 năm, 5 tháng      | Lục quân Nhân dân Triều Tiên |
| 12   | Hyon Yong-chol현영철 | Phó Nguyên soái Hyon Yong-chol 현영철 (1949–2015) | Tháng 7 năm 2012     | Tháng 5 năm 2013     | 10 tháng            | Lục quân Nhân dân Triều Tiên |
| (10) | Kim Kyok-sik김격식   | Đại tướng Kim Kyok-sik 김격식 (1938–2015)         | Tháng 5 năm 2013     | Tháng 8 năm 2013     | 3 tháng             | Lục quân Nhân dân Triều Tiên |
| 13   | Ri Yong-gil리영길    | Đại tướng Ri Yong-gil 리영길 (1952–)              | Tháng 8 năm 2013     | Tháng 1 năm 2016     | 2 năm, 6 tháng      | Lục quân Nhân dân Triều Tiên |
| 14   | Ri Myong-su리명수    | Phó Nguyên soái Ri Myong-su 리명수 (1934–)        | Tháng 2 năm 2016     | Tháng 6 năm 2018     | 2 năm, 4 tháng      | Lục quân Nhân dân Triều Tiên |
| (13) | Ri Yong-gil리영길    | Đại tướng Ri Yong-gil 리영길 (1952–)              | 4 tháng 6 năm 2018   | 6 tháng 9 năm 2019   | 1 năm, 3 tháng      | Lục quân Nhân dân Triều Tiên |
| 15   | Pak Jong-chon박정천  | Nguyên soái Pak Jong-chon 박정천                  | 6 tháng 9 năm 2019   | 7 tháng 9 năm 2021   | 2 năm               | Lục quân Nhân dân Triều Tiên |
| 16   | Rim Kwang-il림광일   | Đại tướng Rim Kwang-il 림광일 (1965–)             | 7 tháng 9 năm 2021   | 8 tháng 6 năm 2022   | 9 tháng             | Lục quân Nhân dân Triều Tiên |
| 17   | Ri Thae-sop리태섭    | Đại tướng Ri Thae-sop 리태섭                      | 8 tháng 6 năm 2022   | 28 tháng 12 năm 2022 | 6 tháng             | Lục quân Nhân dân Triều Tiên |
| 18   | Park Su-il박수일     | Đại tướng Park Su-il 박수일                       | 28 tháng 12 năm 2022 | 10 tháng 8 năm 2023  | 7 tháng             | Lục quân Nhân dân Triều Tiên |
| (13) | Ri Yong-gil리영길    | Phó Nguyên soái Ri Yong-gil 리영길 (1952–)        | 10 tháng 8 năm 2023  | Incumbent            | 1 năm, 9 tháng      | Lục quân Nhân dân Triều Tiên |